# Up-River

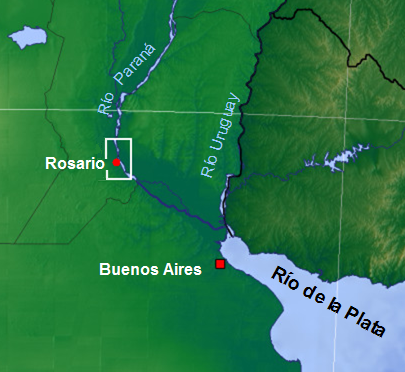
Ubicación del Up-River.

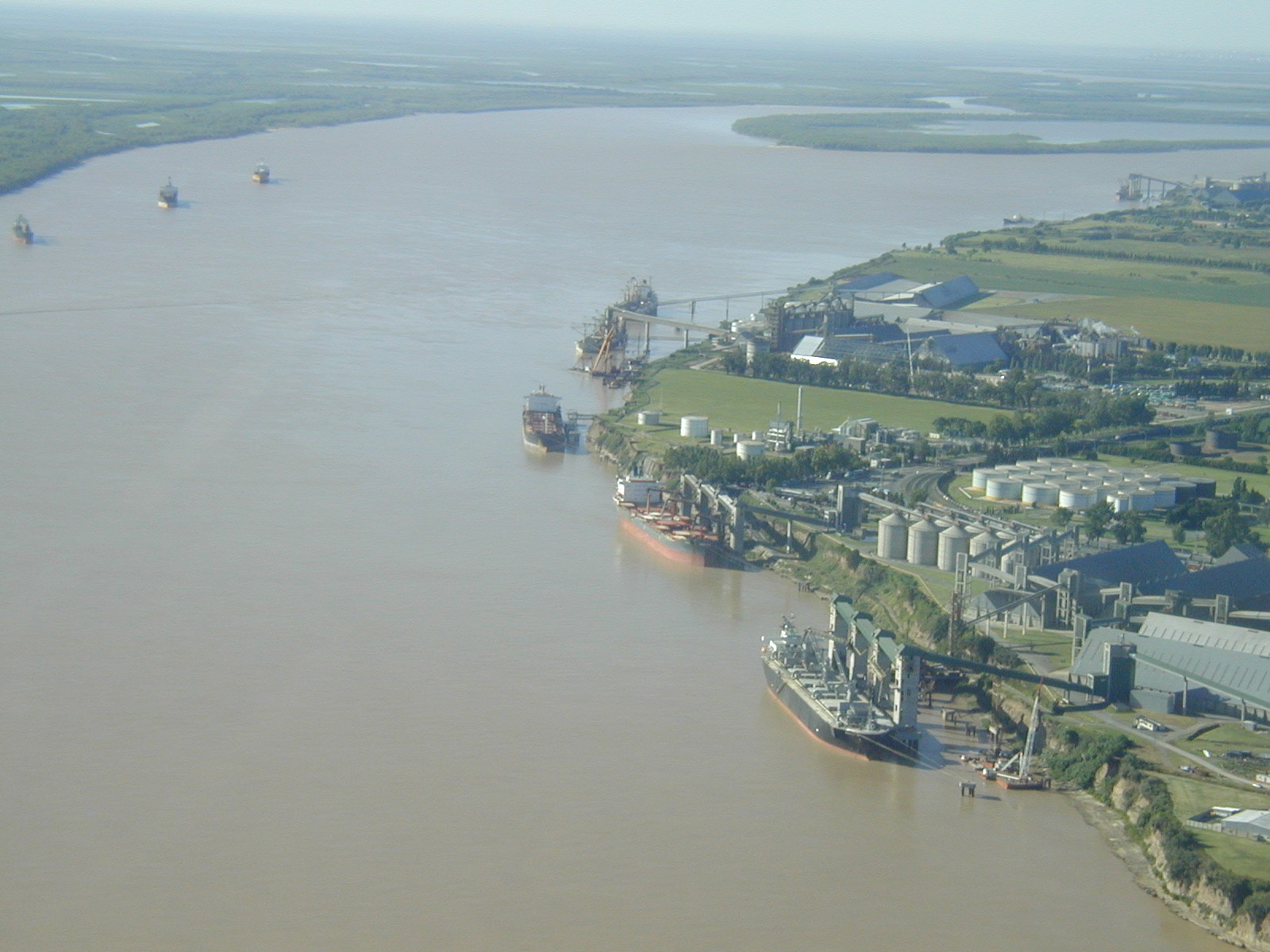
Terminales portuarias (zona norte) del área de San Lorenzo.

Se denomina el "Up-River" (de la expresión en inglés: Up River Parana Ports) a una zona fluvial en la Argentina, que se caracteriza por reunir los principales puertos exportadores de granos (oleaginosas y cereales) del país. La zona se extiende a la largo de 67 km del Río Paraná entre Arroyo Seco, en el extremo sur de la Provincia de Santa Fe, hasta Timbúes, 35 kilómetros al norte de la ciudad de Rosario, también en la provincia de Santa Fe. El eje gerencial, político y de servicios del Up-River es la ciudad de Rosario. 

## Ubicación y origen
La instalación y desarrollo de los puertos del Up-River y las instalaciones agroindustriales que los rodean están íntimamente relacionadas con los cambios económicos sucedidos en la Argentina en la década de 1990, principalmente la expansión de la producción sojera y la profundización de las vías navegables que conectan esa porción del Río Paraná con el océano Atlántico, desde Puerto San Martín. Las obras comenzaron en 1995, año en el que la profundidad promedio entre Puerto San Martín y el mar era de 27 pies, con sectores de 22-23 pies. Los trabajos fueron realizados por la empresa Hidrovía SA, un consorcio que reunía a la empresa belga Jan De Nul N.V. con la argentina Emepa SA. En 1997 la hidrovía ya tenía 32 pies efectivos de profundidad, siempre que la altura del río en Rosario legase a 2,47. En 2008, esa profundidad alcanzaba a 34 pies, programándose como deseable aumentarla a 36 pies.

## Puertos
En 2008 se encontraban habilitados 17 puertos en el Up-River, todos ellos privados y ubicados en nueve localizaciones de la Provincia de Santa Fe (margen derecha del río Paraná). De norte a sur los puertos son:
| Puertos del Up-River \| Puerto \| Ubicación \| Localidad Provincia \| Creación \| \| --------------------------------------------------------------------------------------------- \| ------------------------------------------------- \| ---------------------------------------------------------- \| ---------- \| \| Noble Argentina S.A. \| km 462 Río Paraná, margen derecha del Río Coronda \| Localidad Timbúes - Santa Fe \| 06/11/2006 \| \| Minera Alumbrera Limited Suc. Bs.As. \| km 457 Río Paraná, margen derecha \| Puerto General San Martín, Dto. San Lorenzo, Santa Fe \| 04/02/1998 \| \| Terminal 6 S.A. \| km 455 Río Paraná, margen derecha \| Pto Gral. San Martín, Dto. San Lorenzo, Santa Fe \| 14/02/1997 \| \| Cargill S.A. Comercial E Industrial \| km 454,500 Río Paraná, margen derecha \| Pto Gral. San Martín, Dto. San Lorenzo, Santa Fe \| 14/02/1997 \| \| Resinfor Metanol S.A. \| km 454,500 Río Paraná, margen derecha \| Pto Gral. San Martín, Dto. San Lorenzo, Santa Fe \| 04/05/1999 \| \| Cargill S.A.C.I. (Ampliación Dto. 122/97) \| km 452,800 Río Paraná margen derecha \| San Lorenzo Santa Fe \| 22/07/2005 \| \| Nidera S.A. \| km 450,800 Río Paraná, margen derecha \| Dto. San Lorenzo, Santa Fe \| 22/06/1998 \| \| Alfred C. Toepfer International S.A. \| km 449,500 Río Paraná, margen derecha \| Paraje El Tránsito, San Martín, Dto. San Lorenzo, Santa Fe \| 01/04/1998 \| \| La Plata Cereal S.A. \| km 448,500 Río Paraná, margen derecha \| San Martín, Dto. San Lorenzo, Santa Fe \| 14/02/1997 \| \| Esso Sociedad Anónima Petrolera Argentina \| km 447,100 Río Paraná, margen derecha \| Dto. San Lorenzo, Santa Fe \| 01/10/2003 \| \| Asociación De Cooperativas Argentinas A.C.A. Coop. Ltda. \| km 446,500 Río Paraná, margen derecha \| Dto. San Lorenzo, Santa Fe \| 14/02/1997 \| \| Vicentín S.A.I.C \| km 442 Río Paraná, margen derecha \| Dto. San Lorenzo, Santa Fe \| 11/06/1998 \| \| Molinos Río De La Plata S.A. \| km 441,800 Río Paraná margen derecha \| San Lorenzo Santa Fe \| 22/07/2005 \| \| Punta Alvear S.A. \| km 406,500 Río Paraná, margen derecha \| Alvear, Dto. Rosario, Santa Fe \| 14/02/1997 \| \| S.A.C. De Exportación y Financiera Louis Dreyfus Y Compañía Limitada. \| km 396 Río Paraná, margen derecha \| General Lagos, Dto. Rosario, Santa Fe \| 30/07/1997 \| \| S.A.C. de Exportación y Financiera Louis Dreyfus y Compañía Limitada (Ampliación Dto. 687/97) \| km 396 Río Paraná, margen derecha \| General Lagos, Dto. Rosario, Santa Fe \| 24/02/2006 \| \| Alfred Toepfer International Argentina SRL ( Ex Tradigrain SA) \| km 395 Río Paraná, margen derecha \| Arroyo Seco, Santa Fe \| 06/03/2001 \| |                                                   |                                                            |            |
| Puerto | Ubicación                                         | Localidad Provincia                                        | Creación   |
| Noble Argentina S.A. | km 462 Río Paraná, margen derecha del Río Coronda | Localidad Timbúes - Santa Fe                               | 06/11/2006 |
| Minera Alumbrera Limited Suc. Bs.As. | km 457 Río Paraná, margen derecha                 | Puerto General San Martín, Dto. San Lorenzo, Santa Fe      | 04/02/1998 |
| Terminal 6 S.A. | km 455 Río Paraná, margen derecha                 | Pto Gral. San Martín, Dto. San Lorenzo, Santa Fe           | 14/02/1997 |
| Cargill S.A. Comercial E Industrial | km 454,500 Río Paraná, margen derecha             | Pto Gral. San Martín, Dto. San Lorenzo, Santa Fe           | 14/02/1997 |
| Resinfor Metanol S.A. | km 454,500 Río Paraná, margen derecha             | Pto Gral. San Martín, Dto. San Lorenzo, Santa Fe           | 04/05/1999 |
| Cargill S.A.C.I. (Ampliación Dto. 122/97) | km 452,800 Río Paraná margen derecha              | San Lorenzo Santa Fe                                       | 22/07/2005 |
| Nidera S.A. | km 450,800 Río Paraná, margen derecha             | Dto. San Lorenzo, Santa Fe                                 | 22/06/1998 |
| Alfred C. Toepfer International S.A. | km 449,500 Río Paraná, margen derecha             | Paraje El Tránsito, San Martín, Dto. San Lorenzo, Santa Fe | 01/04/1998 |
| La Plata Cereal S.A. | km 448,500 Río Paraná, margen derecha             | San Martín, Dto. San Lorenzo, Santa Fe                     | 14/02/1997 |
| Esso Sociedad Anónima Petrolera Argentina | km 447,100 Río Paraná, margen derecha             | Dto. San Lorenzo, Santa Fe                                 | 01/10/2003 |
| Asociación De Cooperativas Argentinas A.C.A. Coop. Ltda. | km 446,500 Río Paraná, margen derecha             | Dto. San Lorenzo, Santa Fe                                 | 14/02/1997 |
| Vicentín S.A.I.C | km 442 Río Paraná, margen derecha                 | Dto. San Lorenzo, Santa Fe                                 | 11/06/1998 |
| Molinos Río De La Plata S.A. | km 441,800 Río Paraná margen derecha              | San Lorenzo Santa Fe                                       | 22/07/2005 |
| Punta Alvear S.A. | km 406,500 Río Paraná, margen derecha             | Alvear, Dto. Rosario, Santa Fe                             | 14/02/1997 |
| S.A.C. De Exportación y Financiera Louis Dreyfus Y Compañía Limitada. | km 396 Río Paraná, margen derecha                 | General Lagos, Dto. Rosario, Santa Fe                      | 30/07/1997 |
| S.A.C. de Exportación y Financiera Louis Dreyfus y Compañía Limitada (Ampliación Dto. 687/97) | km 396 Río Paraná, margen derecha                 | General Lagos, Dto. Rosario, Santa Fe                      | 24/02/2006 |
| Alfred Toepfer International Argentina SRL ( Ex Tradigrain SA) | km 395 Río Paraná, margen derecha                 | Arroyo Seco, Santa Fe                                      | 06/03/2001 |

## Características
El Up-River se caracteriza esencialmente por concentrar la mayor parte de las puertos exportadores de granos y sus derivados de la Argentina, a su vez la principal exportación de país, junto con el petróleo y sus derivados. Allí se embarcan unas 75 millones de toneladas anuales (2008), que representan aproximadamente un 78% de los granos y sus derivados exportados, y la mitad del total de exportaciones del país. Para 2008 se calculaba la ganancia neta de esos puertos en 3.000 millones de dólares, ya deducidos los impuestos.
La zona está ligada al área productiva conocida como Rosafé, una sucesión de plantas industriales, puertos y ciudades de servicios, en un entorno de producción agraria, que se extiende desde e sur de la ciudad de Rosario hasta la ciudad de Santa Fe. Entre ellas se destacan las plantas de la industria manufacturadora de la soja, con una capacidad para triturar (crushing) de 155.000 toneladas diarias de granos, lo que la hace la tercera del mundo. 
Las plantas de crushing han evolucionado en las décadas de 1990 y 2000, multiplicando por cien la inversión destinadas a las mismas, estimándose en 2.000 millones de dólares la inversión total contenida allí orientada (2008). Por sus características económico-operativas, las plantas precisan estar en permanente funcionamiento, hecho que ha impulsado a conformar una gran área proveedora de materia prima (principalmente soja), que abarca la región pampeana, Entre Ríos, Chaco, y se extiende a los países vecinos, Bolivia, Brasil, Paraguay y Uruguay.